# Modern Jazz Quartet
Modern Jazz Quartet – zespół jazzowy założony w 1952 przez Milta Jacksona (wibrafon), Johna Lewisa (fortepian, kierownik muzyczny), Percy’ego Heatha (kontrabas) i Kenny’ego Clarke’a (perkusja). W 1955 Clarke’a zastąpił Connie Kay.
Jackson, Lewis i Clarke pierwotnie występowali razem jako kwartet w ramach orkiestry Dizzy’ego Gillespie’ego od 1946 do 1950. Razem z Rayem Brownem grali, podczas gdy reszta orkiestry miała przerwę, a zwłaszcza trębacze musieli odpocząć po męczącej grze w wysokich rejestrach. Ta sama grupa nagrywała także w 1951 jako Milt Jackson Quartet, w skrócie – MJQ. Reorganizacja i zmiana nazwy zespołu pozostawiła ten skrót bez zmian.
Początkowo Jackson i Lewis dzielili się rolą kierownika muzycznego zespołu, lecz ostatecznie Lewis wziął na siebie tę odpowiedzialność.
Zespół grał sporadycznie z muzykami klasycznymi, ale ich repertuar składał się głównie ze standardów bebopu i swingu. Pośród własnych kompozycji w repertuarze grupy znalazł się „Django” Lewisa (w hołdzie belgijskiemu gitarzyście jazzowemu – Django Reinhardtowi) oraz „Bags’ Groove” Jacksona („Bags” był to jego pseudonim).
Jackson opuścił grupę w 1974 częściowo był zmęczony częstymi podróżami. Wkrótce po tym grupa rozpadła się. W 1981 zespół został zreorganizowany. Ostatnie swoje nagranie wydali w 1993. Heath, ostatni pozostały przy życiu muzyk zmarł w 2005.

## Dyskografia
- The Quartet (Savoy Records – Nippon Columbia 1952)
- M.J.Q. (Prestige 1952)
- An Exceptional Encounter (The Jazz Factory 1953) z Benem Websterem
- Concorde (Prestige 1955)
- Django (Prestige 1953-55)
- Fontessa (Atlantic 1956)
- The Modern Jazz Quartet at Music Inn (Atlantic Records 1956), gościnnie: Jimmy Giuffre
- The Modern Jazz Quartet Plays No Sun in Venice (Atlantic 1958)
- The Modern Jazz Quartet (Atlantic 1957)
- The Modern Jazz Quartet and the Oscar Peterson Trio at the Opera House (Verve 1957)
- The Modern Jazz Quartet at Music Inn Volume 2 (Atlantic Records 1958), gościnnie: Sonny Rollins
- Pyramid (Atlantic 1959)
- Music from Odds Against Tomorrow (United Artists 1959) wydany także jako Patterns (United Artists 1960)
- European Concert (Atlantic 1960)
- Dedicated to Connie (Atlantic 1960) wydany w 1995
- The Modern Jazz Quartet & Orchestra (Atlantic 1960)
- The Comedy (Atlantic 1960)
- Lonely Woman (Atlantic 1962)
- In a Crowd (Atlantic 1963)
- The Sheriff (Atlantic 1964)
- Collaboration (Atlantic Records 1964) z Laurindo Almeida
- The Modern Jazz Quartet Plays George Gershwin’s Porgy and Bess (Atlantic 1964)
- Jazz Dialogue (Atlantic 1965) z The All Star Jazz Band
- Concert in Japan '66 (Atlantic 1966)
- Blues at Carnegie Hall (Atlantic 1966)
- Place Vendôme (Philips 1966) z The Swingle Singers
- Live at the Lighthouse (Atlantic 1967)
- Under the Jasmin Tree (Apple 1969)
- Space (Apple 1969)
- Plastic Dreams (Atlantic 1971)
- The Legendary Profile (Atlantic 1972)
- In Memoriam (Little David 1973)
- Blues on Bach (Atlantic 1973)
- The Complete Last Concert (Atlantic 1974) >!!!!!<
- Reunion at Budokan 1981 (Pablo 1981)
- Together Again: Live at the Montreux Jazz Festival '82 (Pablo 1982)
- Echoes (Pablo 1984)
- Topsy: This One’s for Basie (Pablo 1985)
- Three Windows (Atlantic 1987)
- For Ellington (EastWest 1988)
- MJQ & Friends: A 40th Anniversary Celebration (Atlantic 1993)
- A Night at the Opera (Jazz Door 2001)
- La Ronde: A Proper Introduction to the Modern Jazz Quartet (2006)
- Monterey Jazz Festival (Douglas Records 2009)